# 国际主义共产主义组织
国际主义共产主义组织（法語：Organisation Communiste Internationaliste，缩写为OCI）是法国历史上的一个托洛茨基主义政党，属于朗贝尔派。它在1970年代，有多达8000名成员。其继任者是工人党的国际主义共产主义潮流。

## 历史

### 起源
该组织起源于国际主义共产党，即第四国际的法国支部。1952年，第四国际取消了国际主义共产党的中央委员会，取而代之的是围绕米谢勒·梅斯特和皮埃尔·弗朗克建立的委员会，他们更倾向于国际的政策。这导致了大多数国际主义共产党成员成立了一个新组织，也被称为国际主义共产党，由皮埃尔·朗贝尔和马塞尔·布莱布特罗伊领导。
1953年，第四国际遭遇重大分裂，美国社会主义工人党、英国团体组织和一些较小的团体组成了第四国际国际委员会，以及朗贝尔的国际主义共产党。
国际主义共产党在阿尔及利亚独立战争期间支持民族解放阵线。关于支持哪一派的分歧导致朗贝尔于1955年将布莱布特罗伊驱逐出国际主义共产党。
后来的法国总理利昂内尔·若斯潘于1960年加入该组织，并在十多年里一直是活跃的成员。

### 1960年代和1970年代
1967年，国际主义共产党更名为“国际主义共产主义组织”。其在1968年5月的学生示威中迅速发展，但与其他革命左翼团体，如无产阶级左翼，一同被禁止。成员们暂时将该组织重组为托洛茨基主义组织。然后在1970年7月从国务委员会那里得到了对其解散的撤销，以及对革命学生联合会和 "革命者 "组织的撤销，国务委员会认为这些组织是由同一人领导的。后者判断这些团体都没有挑起 "街上的武装示威"，也没有 "他们打算用武力攻击共和政体"。因此，6月的法令在他们看来构成了权力滥用。
到1970年，国际主义共产主义组织举行了一次10,000人的青年集会。该组织在工会中也获得了强大的基础。
第四国际国际委员会的大多数成员于1963年加入了统一后的第四国际，使国际主义共产主义组织和英国社会主义劳工联盟成为第四国际国际委员会的唯一两个分部。尽管试图扩大第四国际国际委员会，但双方在许多问题上制定了对立的政策，包括阿拉伯民族主义，国际主义共产主义组织在六日战争中采取了双重失败主义立场。
1971年，国际主义共产主义组织离开了第四国际国际委员会，社会主义劳工联盟指责它迷恋托洛茨基的过渡纲领而不是马克思主义理论。它成立了一个新的组织，即第四国际重建组织委员会，次年有一些支持者。

### 国际主义共产党
1981年，国际主义共产主义组织再次更名为“国际主义共产党”。1984年，它成立“争取工人党运动”，由不同的独立社会主义者组成。然而，斯特凡纳·朱斯特只是反对这项新举措，并被一些支持者驱逐。随后出现了进一步的分裂：1986年，由让-克里斯托夫·康巴代利领导数百名成员加入了社会党。1989年，历史学家皮埃尔·布鲁在大约100名支持者的推动下被驱逐。

### 国际主义共产主义潮流
1991年，“争取工人党运动”宣布成立工人党，国际主义共产党作为国际主义共产主义潮流加入其中。包括安德烈·朗之万（André Langevin）、佩德罗·卡拉斯克多和亚历克西·科比埃尔在内的持不同意见的成员于1992年被驱逐，自那以后，“潮流”在工人党内占据了领导地位，其核心人物是达尼埃尔·格卢克施泰因。尽管朗贝尔在2008年去世前一直是成员。

## 著名成员
- 让-吕克·梅朗雄（现不屈法国籍）

- 亚历克西·科比埃尔（英语：Alexis Corbière）（现不屈法国籍）

- 利昂内尔·若斯潘（现社会党籍）

- 让-克里斯托夫·康巴代利（英语：Jean-Christophe Cambadélis）（现社会党籍）